# Communauté de communes du Val d’Ille-Aubigné
Die Communauté de communes du Val d’Ille-Aubigné (offizielle Schreibweise: Communauté de communes Val d’Ille-Aubigné) ist ein französischer Gemeindeverband mit der Rechtsform einer Communauté de communes im Département Ille-et-Vilaine in der Region Bretagne. Er wurde am 31. Dezember 1993 gegründet und umfasst neunzehn Gemeinden. Der Sitz der Verwaltung befindet sich in Montreuil-le-Gast.

## Historische Entwicklung
Der bereits früher unter dem Namen Communauté de communes du Val d’Ille bestehende Gemeindeverband wurde mit Wirkung vom 1. Januar 2017 um neun Gemeinden des aufgelösten Gemeindeverbands Communauté de communes du Pays d’Aubigné erweitert und die Bezeichnung auf den aktuellen offiziellen Namen Communauté de communes Val d’Ille-Aubigné geändert. Eine Neugründung erfolgte in diesem Zusammenhang nicht!

## Mitgliedsgemeinden
Die CC du Val d’Ille-Aubigné besteht aus folgenden 19 Gemeinden:
| Gemeinde                                     | Gallo                   | Bretonisch          | Einwohner (2022) | Fläche (km²) | Code postal | Code Insee |
| -------------------------------------------- | ----------------------- | ------------------- | ---------------- | ------------ | ----------- | ---------- |
| Andouillé-Neuville                           | Andólhae                | Andolieg-Kernevez   | 1.006            | 12,61        | 35250       | 35003      |
| Aubigné                                      | Aubinyae                | Elvinieg            | 465              | 2,20         | 35250       | 35007      |
| Feins                                        | Feins                   | Finiou              | 1.066            | 20,35        | 35440       | 35110      |
| Gahard                                       | Gahard                  | Gwaharzh            | 1.523            | 24,96        | 35490       | 35118      |
| Guipel                                       | Gipèu                   | Gwipedel            | 1.735            | 25,11        | 35440       | 35128      |
| La Mézière                                   | La Mézierr              | Magoer              | 4.935            | 16,23        | 35520       | 35177      |
| Langouet                                     | Langoèt                 | Langoed             | 610              | 6,99         | 35630       | 35146      |
| Melesse                                      | Melècz                  | Meled               | 7.400            | 32,39        | 35520       | 35173      |
| Montreuil-le-Gast                            | Montroelh-le-Gast       | Mousterel-ar-Gwast  | 2.048            | 9,14         | 35520       | 35193      |
| Montreuil-sur-Ille                           | Móstroelh               | Mousterel-an-Il     | 2.419            | 15,15        | 35440       | 35195      |
| Mouazé                                       | Móazae                  | Moezeg              | 1.728            | 8,39         | 35250       | 35197      |
| Saint-Aubin-d’Aubigné                        | Saent-Aubein-d'Aubinyae | Sant-Albin-Elvinieg | 4.231            | 23,52        | 35250       | 35251      |
| Saint-Germain-sur-Ille                       | Saent-Jermaen-sur-Ill   | Sant-Jermen-an-Il   | 1.023            | 3,90         | 35250       | 35274      |
| Saint-Gondran                                | Saent-Gondran           | Sant-Gondran        | 629              | 4,40         | 35630       | 35276      |
| Saint-Médard-sur-Ille                        | Saent-Médart            | Sant-Marzh-an-Il    | 1.350            | 18,22        | 35250       | 35296      |
| Saint-Symphorien                             | -                       | Sant-Sinforian      | 613              | 7,91         | 35630       | 35317      |
| Sens-de-Bretagne                             | Santz                   | Sen                 | 2.620            | 30,82        | 35490       | 35326      |
| Vieux-Vy-sur-Couesnon                        | Vioez-Vic               | Henwig-ar-C'houenon | 1.280            | 21,56        | 35490       | 35355      |
| Vignoc                                       | Vinyoc                  | Gwinieg             | 2.290            | 14,09        | 35630       | 35356      |
| Communauté de communes du Val d’Ille-Aubigné |                         |                     | 38.971           | 297,94       | -           | -          |